# Waldemar Åhlén

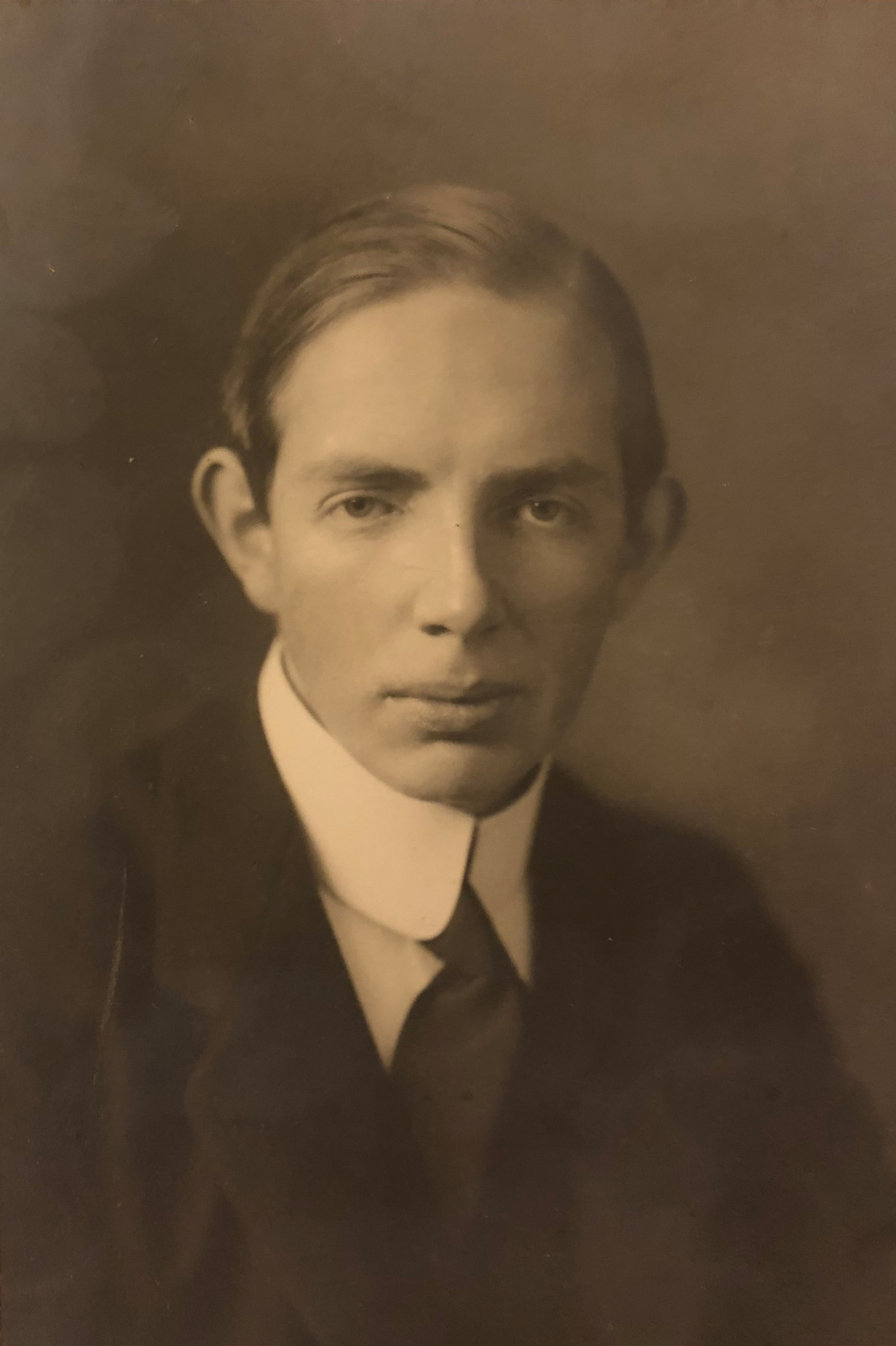

Gustaf Waldemar Åhlén (auch Waldemar Aahlen und Ahlen; * 21. Juli 1894 in Helgesta, Södermanlands län in Schweden; † 18. Dezember 1982 in Högalids församling in Stockholm) war ein schwedischer Organist, Musikpädagoge und Komponist. Sein populärstes Musikstück ist Sommarpsalm. Es wird oft als das populärste schwedische Chorstück betrachtet.

## Leben
Waldemar Åhlén wuchs in einer Kantoren- und Lehrerfamilie auf. Schon früh ersetzte Waldemar seinen Vater bei dessen Abwesenheit als Organist. Er wurde von seinem Bruder David Åhlén, dem langjährigen Organisten an der Engelbrektskyrkan in Stockholm, im Klavier- und Orgelspiel sowie in Harmonielehre unterrichtet. Später studierte Waldemar an der Königlich Schwedischen Musikakademie. Besonderen Einfluss auf Waldemar hatten Gustaf Hägg (1867–1925), sein Orgeldozent, und Anna Bergström-Simonsson (1853–1937), die ihn im Fach Methodik des Schulgesangs unterrichtete. Nach dem Orgel-, Musiklehrer- und Kirchengesangsexamen 1917 nahm er beim Organisten Georg Eduard Bernhard Pfannstiehl (1869–1940) in Dresden Unterricht, um sein Orgelspiel weiterzuentwickeln. 1917 wurde er Organist an der Messiaskapelle in Stockholm und 1923 an der Högalidskirche. Er gab hier Orgelkonzerte auf eigene Kosten, was in Stockholm nicht üblich war. 1928 erhielt er die Stelle als Organist an der Jakobskirche in Stockholm. In dieser Zeit arbeitete er intensiv mit dem Chorleiter und Kantor der Jakobskirche Set Svanholm, der auch als Opernsänger bekannt wurde, zusammen. Svanholms Nachfolger wurde Eric Ericson. Åhlén selbst leitete den Knabenchor der Kirche seit seiner Gründung 1944.
Von 1917 bis 1933 war Åhlén Gesangslehrer am Blindeninstitut Tomteboda und von 1919 bis 1958 Musiklehrer an Stockholmer Volksschulen, vor allem an der Engelbrechtsschule. Er war Sachverständiger bei der 1940 års skolutredning [1940er Jahre Schuluntersuchung] und 12 Jahre Musikberater der Stockholmer Volksschulen. In dieser Funktion leitete er Musikpädagogikkurse für Lehrer. 1930 gründete er die Stockholms sånglärarförening, eine Vereinigung der Stockholmer Gesangslehrer, deren Vorsitzender er bis 1952 war.
Åhlén wurde als einer der führenden Organisten seiner Generation betrachtet. Er gab zahlreiche Konzerte in und außerhalb Schwedens. Er machte Aufnahmen für Rundfunk und Schallplatte. Bei seinen regelmäßigen Konzerten in der Jakobskirche sammelte er Geld für Albert Schweitzer, den er selbst 1927 in Linköping kennengelernt und 1960 in Afrika besucht hatte. Er schrieb Bücher über Orgelbau, Orgeln und Orgelmusik und Rezensionen in Zeitungen. Beim Bau vieler Orgeln in ganz Schweden wurde sein Rat eingeholt. Sein Ziel war es, den alten Klang der Orgeln zu erhalten, sie aber mit technischen Neuerungen der Zeit auszustatten. Von 1934 bis 1936 war er Vorsitzender des Kyrkosångens Vänners Orgelråd. 1942 wurde er zum Vorsitzenden des Stockholmer Kreises der Kyrkosångens Vänner [Freunde des Kirchengesangs] gewählt. 1962 bis 1669 war er stellvertretender Vorsitzender des landesweiten Zentralkomitees der Organisation
Zusammen mit Albert Runbäck (1894–1974) gab er bei Nordiska in Stockholm ab 1936 eine Notensammlung mit Postludien für jeden Sonn- und Feiertag des Kirchenjahres heraus und 1941 eine Sammlung mit Präludien. 1944 gab er zusammen mit Ernfrid Bjuringer das Liederbuch Sjung svenska folk! [Singe, Schwedisches Volk!] heraus. 1952 veröffentlichte er einige Sätze für Kinderchor bei Nordiska.
Nach dreiundvierzig Dienstjahren beendete er seine Zeit an der Jakobskirche am 30. Juni 1971 mit einem Abschiedskonzert im Alter von fast 77 Jahren. Die Kirche war vollbesetzt und er schloss das Konzert gemeinsam mit der Gemeinde mit seinem Sommarpsalm.

## Werke (Auswahl)

### Sommarpsalm
Waldemar Åhléns populärstes Musikstück ist Sommarpsalm. Es findet sich in vielen Notensammlungen für Chormusik und es existieren viele Einspielungen und Arrangements für verschiedene Besetzungen. In mehreren Filmen wurde es als Filmmusik verwendet, z. B. 1996 in Die Spur der Jäger. Es war auch Bestandteil des Traugottesdienstes von Victoria von Schweden und Daniel Westling am 19. Juni 2010 in der Stockholmer Nikolaikirche (Storkyrkan) in einer Fassung als Gemeindelied mit Chor, Orgel und Orchester.

### Klavierwerke
- Suite im klassischen Stil für Klavier oder Cembalo. Publiziert bei Nordiska Stockholm, 1936[6]

### Orgelwerke
- Allegro festivo. Komponiert 1925. Publiziert bei Nordiska in Stockholm, 1932.[7] Eingespielt von Åhlén. Aufgenommen vom Schwedischen Rundfunk in der Klarakirche in Stockholm am 2. Februar 1973. Gesendet am 24. August 1973.  Auf: Organum. Waldemar Åhlén spelar egna verk. [Waldemar Åhlén spielt eigene Werke]. Proprium PRP 7753
- Sommarpsalm [Sommerlied]: En vänlig grönskas rika dräkt [Ein freundliches, grünes, reiches Kleid]. Komponiert 1933. Eingespielt von Åhlén. Auf: Organum. Waldemar Åhlén spelar egna verk. [Waldemar Åhlén spielt eigene Werke]. Proprium PRP 7753
- I denna ljuva sommartid [In dieser lieblichen Sommerzeit], Choralpartita. Komponiert 1936. Eingespielt von Åhlén. Auf: Organum. Waldemar Åhlén spelar egna verk. [Waldemar Åhlén spielt eigene Werke]. Proprium PRP 7753
- Postludien für alle Sonn- und Feiertage des Kirchenjahrs. Mitherausgeber: Albert Runbäck. Publiziert bei Nordiska in Stockholm, 1936[2]
- Introitus-Präludien für Orgel. Mitherausgeber: Albert Runbäck. Publiziert bei Nordiska in Stockholm, 1941[3]
- Sursum Corda. Komponiert 1945. Publiziert bei Nordiska in Stockholm, 1935.[8] Eingespielt von Åhlén. Auf: Organum. Waldemar Åhlén spelar egna verk. [Waldemar Åhlén spielt eigene Werke]. Proprium PRP 7753
- Lover Gud i himmelshöjd [Lobet Gott im Himmel hoch], Choralpartita. Publiziert bei Nordiska in Stockholm, 1955.[9]
- Musica jacobensis I Pastorale, II Largo solenne, III Toccata brevis. Publiziert bei Nordiska in Stockholm 1959[10]
- Vårpastoral [Frühjahrspastorale]. Komponiert 1967. Publiziert 1974 bei Nordiska in Stockholm.[11] Eingespielt von Åhlén. Aufgenommen in der Gustav-Wasa-Kirche in Stockholm am 17. Juni 1975. Auf: Organum. Waldemar Åhlén spelar egna verk. [Waldemar Åhlén spielt eigene Werke]. Proprium PRP 7753. Und auf: The Romantic Organ in Gustaf Vasa Church Stockholm [Die romantische Orgel in der Gustav-Wasa-Kirche in Stockholm]. Proprium PRCD 2007
- Agnus dei. Komponiert 1970. Publiziert bei SMIC
- Interludio I. Komponiert 1970. Publiziert bei SMIC
- Via dolorosa. Komponiert 1970. Publiziert bei SMIC
- Adagio espressivo. Komponiert 1974. Eingespielt von Åhlén.Aufgenommen in der Gustav-Wasa-Kirche in Stockholm am 17. Juni 1975. Auf: Organum. Waldemar Åhlén spelar egna verk. [Waldemar Åhlén spielt eigene Werke]. Proprium PRP 7753. Und auf: The Romantic Organ in Gustaf Vasa Church Stockholm [Die romantische Orgel in der Gustav-Wasa-Kirche in Stockholm]. Proprium PRCD 2007
- Vier meditative Orgelstücke. I Cantabile, II Andante, III Lento, IV Andante. Komponiert 1974. Eingespielt von Åhlén. Aufgenommen in der Gustav-Wasa-Kirche in Stockholm am 17. Juni 1975. Auf: Organum. Waldemar Åhlén spelar egna verk. [Waldemar Åhlén spielt eigene Werke]. Proprium PRP 7753. Und auf: The Romantic Organ in Gustaf Vasa Church Stockholm [Die romantische Orgel in der Gustav-Wasa-Kirche in Stockholm]. Proprium PRCD 2007

### Chorwerke

#### Für gemischten Chor a cappella
- Sommarpsalm [Sommerlied]. Incipit: En vänlig grönskas rika dräkt. Text: Carl David af Wirsén. Publiziert bei Nordiska Stockholm, 1934. Englische Version: The earth adorned [Die Erde geschmückt]. Übersetzt von Carolyn und Kenneth Jennings. Publiziert bei Walton Music, Milwaukee, 1974[12]
- Gud är vår tillflykt och starkhet [Gott ist unsere Zuflucht und Stärke]. Publiziert bei Nordiska, 1952[13]
- Som daggens pärlor glimma [Wie des Taues Perlen glitzern]. Publiziert bei Nordiska, 1955[14]
- Tacken Herren [Ein Danke dem Herrn]. Text: Psalm 136. Publiziert bei Nordiska, 1955[15]
- Huru ljuvliga äro icka dina boningar [Wie lieblich sind deine Wohnungen]. Text: Psalm 84, 2-4d. Publiziert bei Nordiska, 1966[16]

#### Für Kinderchor
- Appelträd och päronträd [Apfelbäume und Birnbäume] für Kinderchor. Publiziert bei Nordiska, 1952[17]
- Barnabön [Kindergebet] für Kinderchor. Publiziert bei Nordiska, 1952[18]
- Dockvisa für Kinderchor. Publiziert bei Nordiska, 1952[19]
- En stjärna brann für Kinderchor. Publiziert bei Nordiska, 1952[20]
- Hembygd [Heimat] für Kinderchor. Publiziert bei Nordiska, 1952[21]
- Sommarvisa [Sommerweise] für Kinderchor. Publiziert bei Nordiska, 1952[22]
- Vår på Sollerön [Frühling auf Sollerön] für Kinderchor. Publiziert bei Nordiska, 1952[23]
- Höj, själ, till skaparens lov din röst [Erhebe, Seele, zu des Schöpfers Lob deine Stimme] für Kinder- oder Frauenchor mit Klavier. Für den Heiligen Dreifaltigkeitstag. Publiziert bei Nordiska in Stockholm, 1953[24]
- Adventsbön [Adventsgebet] für Kinderchor und Klavier[25]
- En stjärna vill jag följa [Einem Stern will ich folgen] für Kinderchor. Publiziert bei Nordiska, 1955

### Liederbücher
- Sjung svenska folk! [Singe, Schwedisches Volk !] Ein Liederbuch für Schule und Gesellschaft. Mitherausgeber: Ernfrid Bjuring[26]

## Werke über Werke Waldemar Åhléns
- Roland Forsberg: Komme ditt rike [Komme dein Reich], Partita für Orgel über Waldemar Åhléns Choral. Publiziert bei Proprius böcker & musik, 1974[27]

## Einspielungen als Interpret (Auswahl)
- Bernhard Sönnerstedt, Bariton; Waldemar Åhlén, Orgel: Schellackplatte: Artist R 1015 --FG 339 (matrix). Seite A Ludwig van Beethoven: I himlar sjungen. Lovsång. Seite B Matrize FG 338: W. A. Mozart: Ave verum corpus[28]
- Waldemar Åhlén, Orgel: Fantasie und Fuge g-moll BWV 542. Auf: Minnesutgåva vid konserthusets återinvigning 1973. Volym I. Orfeus 1973[29]
- Waldemar Åhlén, Orgel: Auf: Organum. Waldemar Åhlén spelar egna verk. [Waldemar Åhlén spielt eigene Werke]. Proprium PRP 7753[30]
- The Romantic Organ in Gustaf Vasa Church Stockholm [Die romantische Orgel in der Gustav-Wasa-Kirche in Stockholm]. Proprium PRCD 2007[31]